# San Aparicio, Guanajuato
San Aparicio är en ort i Mexiko.   Den ligger i kommunen Abasolo och delstaten Guanajuato, i den centrala delen av landet, 270 km väster om huvudstaden Mexico City. San Aparicio ligger 1 712 meter över havet och antalet invånare är 458.
Terrängen runt San Aparicio är huvudsakligen platt, men söderut är den kuperad. Runt San Aparicio är det ganska tätbefolkat, med 166 invånare per kvadratkilometer. Närmaste större samhälle är Abasolo, 11,1 km väster om San Aparicio. Trakten runt San Aparicio består till största delen av jordbruksmark.